# اگنتا آشیم
اگنتا آشیم (انگلیسی: Agnetha Åsheim؛ زادهٔ ۱ مه ۱۹۸۲) اسکی‌باز صحرانوردی، و بازیکن فوتبال اهل نروژ است.